# Bathyphantes orica
Bathyphantes orica là một loài nhện trong họ Linyphiidae.
Loài này thuộc chi Bathyphantes. Bathyphantes orica được Wilton Ivie miêu tả năm 1969.